# Welsh Cup 1887-88
Welsh Cup 1887–88 var den 11. udgave af Welsh Cup. Finalen blev afviklet den 5. maj 1888 på Chester Road i Wrexham, hvor Chirk AAA FC vandt 5-0 over Newtown AFC. Dermed sikrede Chirk AAA FC sig sin anden triumf i Welsh Cup.

## Resultater

### Første runde
| Dato | Kamp                                         | Res.   |
| ---- | -------------------------------------------- | ------ |
|      | Vale of Llangollen FC – Wrexham Excelsior FC | 5–0    |
|      | Wrexham Olympic FC – Alyn White Stars FC     | 4–0    |
|      | Druids FC – Rhostyllen Victoria FC           | 3–0    |
|      | Shrewsbury Town FC – Oswestry FC             | 0–2    |
|      | Newtown AFC – Wem White Stars FC             | 9–0    |
|      | Ellesmere FC – Welshpool FC                  | [0]0–8 |
|      | Davenham FC – Chester St Oswalds FC          | 2–0    |
|      | Crewe Alexandra FC – Northwich Victoria FC   | 2–3    |
|      | Bangor FC – Llandudno FC                     | 3–1    |
|      | Portmadoc FC – Corwen FC                     | 3–1    |
|      | Mold FC – Ruthin FC                          | 0–1    |

### Anden runde
| Dato   | Kamp                                       | Res.   |
| ------ | ------------------------------------------ | ------ |
|        | Wrexham Olympic FC – Vale of Llangollen FC | [0]4–1 |
|        | Druids FC – Chirk AAA FC                   | 1–2    |
|        | Oswestry FC – Ellesmere FC                 | 6–0    |
|        | Newtown AFC – Llanfyllin FC                | ?–?    |
|        | Northwich Victoria FC – Over Wanderers FC  | 3–0    |
|        | Bangor FC – Mold FC                        | 1–2    |
| Omkamp |                                            |        |
|        | Wrexham Olympic FC – Vale of Llangollen FC | w.o.   |

### Kvartfinaler
| Dato | Kamp                                 | Res. |
| ---- | ------------------------------------ | ---- |
|      | Chirk AAA FC – Vale of Llangollen FC | 3–1  |
|      | Newtown AFC – Oswestry FC            | 3–1  |
|      | Northwich Victoria FC – Davenham FC  | 2–0  |
|      | Mold FC – Portmadoc FC               | w.o. |

### Semifinaler
| Dato | Kamp                                 | Res. | Spillested            |
| ---- | ------------------------------------ | ---- | --------------------- |
|      | Mold FC – Newtown AFC                | 0–2  | Oswestry              |
|      | Chirk AAA FC – Northwich Victoria FC | 5–0  | Chester Road, Wrexham |

### Finale
| Dato | Kamp                       | Res. | Tilskuere | Spillested            |
| ---- | -------------------------- | ---- | --------- | --------------------- |
| 5.5. | Chirk AAA FC – Newtown AFC | 5–0  | 3.000     | Chester Road, Wrexham |